# Grande Prêmio da Itália de 2022
O Grande Prêmio da Itália de 2022 (formalmente denominado Formula 1 Pirelli Gran Premio d'italia 2022) foi a décima sexta etapa do Campeonato Mundial de Fórmula 1 de 2022. Foi disputado em 11 de setembro de 2022 no Autódromo Nacional de Monza, Monza, Itália.

## Resultados

### Treino classificatório
| Pos.                | No. | Driver           | Constructor           | Qualifying times | Qualifying times | Qualifying times | Final grid |
| Pos.                | No. | Driver           | Constructor           | Q1               | Q2               | Q3               | Final grid |
| ------------------- | --- | ---------------- | --------------------- | ---------------- | ---------------- | ---------------- | ---------- |
| 1                   | 16  | Charles Leclerc  | Ferrari               | 1:21.280         | 1:21.208         | 1:20.161         | 1          |
| 2                   | 1   | Max Verstappen   | Red Bull Racing-RBPT  | 1:20.922         | 1:21.265         | 1:20.306         | 72         |
| 3                   | 55  | Carlos Sainz Jr. | Ferrari               | 1:21.348         | 1:20.878         | 1:20.429         | 185        |
| 4                   | 11  | Sergio Pérez     | Red Bull Racing-RBPT  | 1:21.495         | 1:21.358         | 1:21.206         | 133        |
| 5                   | 44  | Lewis Hamilton   | Mercedes              | 1:22.048         | 1:21.708         | 1:21.524         | 191        |
| 6                   | 63  | George Russell   | Mercedes              | 1:21.785         | 1:21.747         | 1:21.542         | 2          |
| 7                   | 4   | Lando Norris     | McLaren-Mercedes      | 1:22.130         | 1:21.831         | 1:21.584         | 3          |
| 8                   | 3   | Daniel Ricciardo | McLaren-Mercedes      | 1:22.139         | 1:21.855         | 1:21.925         | 4          |
| 9                   | 10  | Pierre Gasly     | AlphaTauri-RBPT       | 1:22.010         | 1:22.062         | 1:22.648         | 5          |
| 10                  | 14  | Fernando Alonso  | Alpine-Renault        | 1:22.089         | 1:21.861         | No time          | 6          |
| 11                  | 31  | Esteban Ocon     | Alpine-Renault        | 1:22.166         | 1:22.130         | N/A              | 147        |
| 12                  | 77  | Valtteri Bottas  | Alfa Romeo-Ferrari    | 1:22.254         | 1:22.235         | N/A              | 154        |
| 13                  | 45  | Nyck de Vries    | Williams-Mercedes     | 1:22.567         | 1:22.471         | N/A              | 8          |
| 14                  | 24  | Zhou Guanyu      | Alfa Romeo-Ferrari    | 1:22.003         | 1:22.577         | N/A              | 9          |
| 15                  | 22  | Yuki Tsunoda     | AlphaTauri-RBPT       | 1:22.020         | No time          | N/A              | 206        |
| 16                  | 6   | Nicholas Latifi  | Williams-Mercedes     | 1:22.587         | N/A              | N/A              | 10         |
| 17                  | 5   | Sebastian Vettel | Aston Martin-Mercedes | 1:22.636         | N/A              | N/A              | 11         |
| 18                  | 18  | Lance Stroll     | Aston Martin-Mercedes | 1:22.748         | N/A              | N/A              | 12         |
| 19                  | 20  | Kevin Magnussen  | Haas-Ferrari          | 1:22.908         | N/A              | N/A              | 168        |
| 20                  | 47  | Mick Schumacher  | Haas-Ferrari          | 1:23.005         | N/A              | N/A              | 179        |
| 107% time: 1:26.586 |     |                  |                       |                  |                  |                  |            |
| Source:             |     |                  |                       |                  |                  |                  |            |

Notas
•↑1  – Lewis Hamilton foi obrigado a iniciar a corrida na parte de trás do grid por exceder sua cota de elementos da unidade de potência.
•↑2  – Max Verstappen recebeu uma penalidade de cinco posições no grid por exceder sua cota de elementos da unidade de potência.
• ↑3  – Sergio Pérez recebeu uma penalidade de 10 posições por exceder sua cota de elementos da unidade de potência.
• ↑4  – Valtteri Bottas recebeu uma penalidade de 15 posições no grid por exceder sua cota de elementos da unidade de potência.
• ↑5  – Carlos Sainz Jr. recebeu uma penalidade 15 posições por exceder sua cota de elementos da unidade de potência. Ele também recebeu uma penalidade de 10 lugares no grid por uma nova transmissão e caixa de câmbio. Ele então foi obrigado a começar a corrida na parte de trás do grid, pois acumulou 25 penalidades de grid.
• ↑6   – Yuki Tsunoda recebeu uma penalidade de 10 lugares no grid por exceder sua cota de limites de repreensão na rodada anterior. Ele também foi obrigado a iniciar a corrida na parte de trás do grid por exceder sua cota de elementos da unidade de potência. Ele também recebeu uma penalidade de três posições no grid por não desacelerar sob bandeiras amarelas durante a segunda sessão de treinos livres na Sexta. A penalidade não fez diferença, pois ele já deveria largar do final do grid.
↑7  – Esteban Ocon recebeu uma penalidade de cinco posições no grid por exceder sua cota de elementos da unidade de potência.
↑8  - Kevin Magnussen recebeu uma penalidade de 15 posições no grid por exceder sua cota de elementos da unidade de potência.
↑9  - Mick Schumacher recebeu uma penalidade de rede de cinco lugares por exceder sua cota de elementos da unidade de energia.  Ele também recebeu uma penalidade de 10 posições no grid por uma nova transmissão e caixa de câmbio.

### Corrida
| Pos.                                                                 | No. | Driver           | Constructor           | Laps | Time/Retired        | Grid | Points |
| -------------------------------------------------------------------- | --- | ---------------- | --------------------- | ---- | ------------------- | ---- | ------ |
| 1                                                                    | 1   | Max Verstappen   | Red Bull Racing-RBPT  | 53   | 1:20:27.511         | 7    | 25     |
| 2                                                                    | 16  | Charles Leclerc  | Ferrari               | 53   | +2.446              | 1    | 18     |
| 3                                                                    | 63  | George Russell   | Mercedes              | 53   | +3.405              | 2    | 15     |
| 4                                                                    | 55  | Carlos Sainz Jr. | Ferrari               | 53   | +5.061              | 18   | 12     |
| 5                                                                    | 44  | Lewis Hamilton   | Mercedes              | 53   | +5.380              | 19   | 10     |
| 6                                                                    | 11  | Sergio Pérez     | Red Bull Racing-RBPT  | 53   | +6.091              | 13   | 91     |
| 7                                                                    | 4   | Lando Norris     | McLaren-Mercedes      | 53   | +6.207              | 3    | 6      |
| 8                                                                    | 10  | Pierre Gasly     | AlphaTauri-RBPT       | 53   | +6.396              | 5    | 4      |
| 9                                                                    | 45  | Nyck de Vries    | Williams-Mercedes     | 53   | +7.122              | 8    | 2      |
| 10                                                                   | 24  | Zhou Guanyu      | Alfa Romeo-Ferrari    | 53   | +7.910              | 9    | 1      |
| 11                                                                   | 31  | Esteban Ocon     | Alpine-Renault        | 53   | +8.323              | 14   |        |
| 12                                                                   | 47  | Mick Schumacher  | Haas-Ferrari          | 53   | +8.549              | 17   |        |
| 13                                                                   | 77  | Valtteri Bottas  | Alfa Romeo-Ferrari    | 52   | +1 volta            | 15   |        |
| 14                                                                   | 22  | Yuki Tsunoda     | AlphaTauri-RBPT       | 52   | +1 volta            | 20   |        |
| 15                                                                   | 6   | Nicholas Latifi  | Williams-Mercedes     | 52   | +1 volta            | 10   |        |
| 16                                                                   | 20  | Kevin Magnussen  | Haas-Ferrari          | 52   | +1 volta            | 16   |        |
| Ret                                                                  | 3   | Daniel Ricciardo | McLaren-Mercedes      | 47   | Vazamento de óleo   | 4    |        |
| Ret                                                                  | 18  | Lance Stroll     | Aston Martin-Mercedes | 41   | Problema nos freios | 12   |        |
| Ret                                                                  | 14  | Fernando Alonso  | Alpine-Renault        | 32   | Pressão da água     | 6    |        |
| Ret                                                                  | 5   | Sebastian Vettel | Aston Martin-Mercedes | 12   | Motor               | 11   |        |
| Fastest lap: Sergio Pérez (Red Bull Racing-RBPT) – 1:24.030 (lap 46) |     |                  |                       |      |                     |      |        |
| Source:                                                              |     |                  |                       |      |                     |      |        |

Notas
↑1  - Sergio Pérez Inclui um ponto pela volta mais rápida.

## Curiosidades
- Marcou a estreia do campeão da Campeonato Mundial de Fórmula E de 2020–21 de 2021, Nyck de Vries.
- Logo na estreia, Nyck de Vries marcou os seus primeiros dois pontos de sua carreira ao terminar em nono.
- Max Verstappen vence pela primeira vez o GP da Itália e iguala o número de vitórias do inglês Nigel Mansell, com 31.
- Sexta corrida a ser encerrada sob safety car.

## Voltas na liderança
| Nº de Voltas | Piloto          | Voltas       |
| ------------ | --------------- | ------------ |
| 32           | Max Verstappen  | 12-25, 34-53 |
| 18           | Charles Leclerc | 1-11, 26-33  |

## 2022 DHL Fastest Pit Stop Award

### Resultado
| 1      | 11 | Sergio Pérez     | Red Bull Racing-RBPT  | 2.10 | 25 |
| 2      | 16 | Charles Leclerc  | Ferrari               | 2.21 | 18 |
| 3      | 55 | Carlos Sainz Jr. | Ferrari               | 2.39 | 15 |
| 4      | 1  | Max Verstappen   | Red Bull Racing-RBPT  | 2.48 | 12 |
| 5      | 22 | Yuki Tsunoda     | AlphaTauri-RBPT       | 2.62 | 10 |
| 6      | 18 | Lance Stroll     | Aston Martin-Mercedes | 2.65 | 8  |
| 7      | 63 | George Russell   | Mercedes              | 2.70 | 6  |
| 8      | 6  | Nicholas Latifi  | Williams-Mercedes     | 2.82 | 4  |
| 9      | 31 | Esteban Ocon     | Alpine-Renault        | 2.87 | 2  |
| 10     | 4  | Lando Norris     | McLaren-Mercedes      | 3.04 | 1  |
| Fonte: |    |                  |                       |      |    |

### Classificação
| Tabela do DHL Fastest Pit Stop Award \| Pos \| Construtor \| Pontos \| \| --- \| --------------------- \| ------ \| \| 1 \| Red Bull Racing-RBPT \| 409 \| \| 2 \| McLaren-Mercedes \| 311 \| \| 3 \| Ferrari \| 211 \| \| 4 \| Alpine-Renault \| 150 \| \| 5 \| Aston Martin-Mercedes \| 143 \| \| 6 \| Williams-Mercedes \| 134 \| \| 7 \| AlphaTauri-RBPT \| 120 \| \| 8 \| Mercedes \| 83 \| \| 9 \| Alfa Romeo-Ferrari \| 23 \| \| 10 \| Haas-Ferrari \| 10 \| |                       |        |
| Pos | Construtor            | Pontos |
| 1 | Red Bull Racing-RBPT  | 409    |
| 2 | McLaren-Mercedes      | 311    |
| 3 | Ferrari               | 211    |
| 4 | Alpine-Renault        | 150    |
| 5 | Aston Martin-Mercedes | 143    |
| 6 | Williams-Mercedes     | 134    |
| 7 | AlphaTauri-RBPT       | 120    |
| 8 | Mercedes              | 83     |
| 9 | Alfa Romeo-Ferrari    | 23     |
| 10 | Haas-Ferrari          | 10     |

## Tabela do Campeonato após a corrida
|         | Pos. | Driver           | Points |
| ------- | ---- | ---------------- | ------ |
|         | 1    | Max Verstappen   | 335    |
|         | 2    | Charles Leclerc  | 219    |
|         | 3    | Sergio Pérez     | 210    |
|         | 4    | George Russell   | 203    |
|         | 5    | Carlos Sainz Jr. | 187    |
| Source: |      |                  |        |

|         | Pos. | Constructor          | Points |
| ------- | ---- | -------------------- | ------ |
|         | 1    | Red Bull Racing-RBPT | 545    |
|         | 2    | Ferrari              | 406    |
|         | 3    | Mercedes             | 371    |
|         | 4    | Alpine-Renault       | 125    |
|         | 5    | McLaren-Mercedes     | 107    |
| Source: |      |                      |        |